# Bertrand Goldberg
Pour les articles homonymes, voir Goldberg.
Bertrand Goldberg (né à Chicago le 17 juillet 1913 - mort le 8 octobre 1997 dans cette même ville) est un architecte qui travailla surtout au complexe de Marina City à Chicago entre 1959 et 1964. Il édifia deux tours en béton armé à plan circulaire de 175 mètres.
Son œuvre s'inscrit dans le style international et le brutalisme.
Bertrand Goldberg a étudié à la Cambridge School of Landscape Architecture (aujourd'hui partie de Harvard) à Cambridge.